# Tolejny
Tolejny [pronunciación en polaco: /tɔˈlɛi̯nɨ/] (en alemán: Tolleinen) es un pueblo ubicado en el distrito administrativo (gmina) de Olsztynek, en el condado de Olsztyn, voivodato de Varmia y Masuria, Polonia. Tiene una población estimada, en octubre de 2020, de 42 habitantes.
Está ubicado aproximadamente a 6 kilómetros al norte de Olsztynek y a 23 kilómetros al suroeste de la capital regional, Olsztyn.
Antes de 1945, el área fue parte de Alemania (Prusia Oriental).